# 保科正俊
保科正俊（1511年（一說指1509年）－1593年9月1日）是日本戰國時代武將。兒子有保科正直、內藤昌月（有指是內藤昌豐的實子）。通称甚四郎。官職是彈正忠。

## 生平
父親保科正則是領有信濃國高遠城的國人。最初抵抗武田信玄的信濃侵攻，但是在天文21年（1552年）期間降伏並成為武田家家臣。作為武田氏的信濃先方眾（持有120騎）的其中一人相當活躍，在進攻下伊那和北信濃時從軍。因為特別擅長使用長槍而被稱為「戰國三彈正」，與「逃彈正」高坂昌信、「攻彈正」真田幸隆相對而有「槍彈正」之稱。在元龜3年（1572年）信玄進行西上作戰時被任命為高遠城守備，被信玄賜予28條印章。
天正10年（1582年），在織田信長進行甲州征伐之際守備飯田城。武田氏被信長消滅後臣從於後北條氏。但是本能寺之變後，在北條氏和德川氏因為爭奪織田的舊領而對立時，選擇仕於德川家康而奪回高遠。天正13年（1585年）11月，石川數正從家康之下出奔，信濃松本的小笠原貞慶乘機進攻高遠，但是在鉾持除之戰中被正俊大敗。